# Furdenheim
Furdenheim es una localidad y comuna francesa situada en el departamento de Bajo Rin, en la región de Alsacia. Tiene una población de 1006 habitantes (según censo de 1999) y una densidad de 173 h/km².
- Datos: Q22484
- Multimedia: Furdenheim / Q22484

1. ↑  Worldpostalcodes.org, código postal n.º 67117.
2. ↑  INSEE, Datos de población para el año 2012 de Furdenheim (en francés).